# Asentamiento Ruta 6 K24500
Asentamiento Ruta 6 K24500 ist eine Ortschaft in Uruguay.

## Geographie
Sie befindet sich im Südwesten des Departamento Canelones südlich von Sauce an der Ruta 6. Weitere Siedlungen in der Nähe sind Fraccionamiento Sobre Ruta 74, El Porvenir, Villa San Felipe und Villa San José.

## Einwohner
Die Einwohnerzahl von Asentamiento Ruta 6 K24500 beträgt 32 (Stand 2004).
| Jahr | Einwohner |
| ---- | --------- |
| 1996 | -         |
| 2004 | 32        |

Quelle: Instituto Nacional de Estadística de Uruguay